# 1989年10月逝世人物列表
1989年逝世人物列表：1月 - 2月 - 3月 - 4月 - 5月 - 6月 - 7月 - 8月 - 9月 - 10月 - 11月 - 12月
1989年10月逝世人物列表，是用於匯總1989年10月期間逝世人物的列表。

## 依日期排序

### 1日
- 埃裡克·鮑爾，85歲，英國作曲家和銅管樂隊指揮。[1]
- 曼努埃爾·克勞蒂爾（Manuel Clouthier），55歲，墨西哥政治家，交通事故。[2]
- 卡洛·達波托，78歲，義大利電影演員。[3]
- 伊恩·基思（Ian Keith），81歲，蘇格蘭貴族和貴族。[4]
- 大衛·林德賽-白求恩，63歲，英國士兵和世襲貴族。[5]
- 維托爾德·羅維琪，75歲，波蘭指揮家（華沙愛樂樂團）。[6]

### 2日
- 保拉·芭芭拉（Paola Barbara），77歲，義大利電影女演員。[7]
- Aubrey Boomer，91歲，美國高爾夫球手，中風。[8]
- 維托里奧·卡普里奧利，68歲，義大利演員和導演，心臟病發作。[9]
- 考辛·喬，81歲，美國藍調和爵士歌手。[10]
- 格雷戈里·馬歇爾（Gregory Marshall），50歲，美國演員。[11]
- 赫蘇斯·埃米利奧·哈拉米洛·蒙薩爾維（Jesús Emilio Jaramillo Monsalve），73歲，哥倫比亞羅馬天主教主教，阿勞卡主教，被槍殺。[12]

### 3日
- 小約翰·尤金·凱，74歲，美國作家（沃德·艾倫：薩凡納河市場獵人），腦瘤。[13]
- David H. Geiger，53-54歲，美國工程師，心臟病發作。[14]
- Bahadur Khan，58歲，印度薩羅德演奏家和電影配樂作曲家。
- 安德列·拉斐特，86歲，法國女演員（Trilby）。
- 鄧尼斯·麥基（Dennis McGee），96歲，美國凱金音樂家。[15]
- Yvonne Sylvain，82歲，海地醫生。
- Del Wood，69歲，美國鋼琴家，中風。[16]
- 諾曼·亞德利（Norman Yardley），74歲，英國板球運動員，英格蘭隊長，中風。[17]

### 4日
- 邁克爾·巴頓·阿克赫斯特，48-49歲，英國律師和作家。
- 湯瑪斯·坎寧，77歲，美國作曲家和音樂教育家。
- 格雷厄姆·查普曼，48歲，英國演員、喜劇演員和作家（Monty Python），扁桃體癌。[18]
- 蘿拉·康布斯（Laura Combes），35歲，美國健美運動員，酒精中毒。
- 弗雷德里克·德·霍夫曼（Frederic de Hoffmann），65歲，奧地利出生的美國核物理學家（曼哈頓計劃），輸血引起的愛滋病。[19]
- 莫伊塞斯·吉羅爾迪，39歲，巴拿馬軍事指揮官（1989 年巴拿馬政變未遂），被處決。[20]
- Ramchandra Purushottam Marathe，64歲，印度音樂總監、歌手和演員。
- 埃德蒙·奧斯曼奇克（Edmund Osmańczyk），76歲，波蘭作家。[21]
- 貝茜·金·羅斯，68歲，美國女演員、人類學家和作家。
- 盧特羅·巴爾加斯（Lutero Vargas），77歲，巴西醫生、外交官和政治家。

### 5日
- 羅伯特·阿什莫爾（Robert T. Ashmore），85歲，美國政治家，美國眾議院議員，患有心臟病和肺炎。[22]
- 勞倫斯·鄧達斯（Lawrence Dundas），80歲，英國世襲貴族。[23]
- Noël-Noël，92歲，法國演員和編劇。
- Big Wilson，65歲，美國電臺名人，心臟病發作。[24]

### 6日
- 派特里夏·科克本（Patricia Cockburn），75歲，愛爾蘭作家和藝術家，癌症患者。[25]
- 貝蒂·大衛斯，81歲，美國女演員（《危險》《耶洗別》），癌症。[26]
- Jacques Doniol-Valcroze，69歲，法國演員和導演，動脈瘤破裂。
- 霍華德·加恩斯，84歲，美國建築師，數獨的創造者，癌症。
- 羅伯特·普萊特（Robert Poulet），96歲，比利時作家和記者，因與納粹合作而被判處死刑。
- 萊因哈德·塞勒（Reinhard Seiler），80歲，納粹德國空軍軍官和王牌飛行員。[27]
- 傑克·特納，100歲，加拿大戰地攝影師。[28]

### 7日
- 庫爾特·卡爾森（Kurt Carlsen），75歲，丹麥出生的美國船長。[29]
- 基思·埃利奧特（Keith Elliott），73歲，紐西蘭士兵，維多利亞十字勳章獲得者，癌症。[30]

### 8日
- 安倍源基，95歲，日本律師、員警官僚和內閣大臣。
- Onest Conley，82歲，美國電影演員（Racing Luck）。[31]
- 安妮·道森（Anne Dawson），92歲，第一次世界大戰中的英國秘密特工。
- 阿爾文·哈裡斯（Alwyn Harris），皇家阿爾斯特員警局警司，被臨時 IRA 殺害。[32]
- 奧斯卡·莫利亞，54歲，烏拉圭籃球運動員和奧運獎牌得主（烏拉圭 Club Atlético Welcome）。[33]
- 達格瑪·奧克蘭，92歲，美國女演員。
- 愛德華·伍茲，86歲，美國演員（《公敵》）。[34]

### 9日
- 優素福·阿特爾甘（Yusuf Atılgan），68歲，土耳其小說家和劇作家，心臟病發作。
- 伊莉莎白·卡德爾，85歲，英國和葡萄牙作家。
- Penny Lernoux，49歲，美國作家和記者，肺癌。[35]
- 哈桑·波拉迪（Hassan Poladi），44歲，印度出生的美國作家，肝功能衰竭。

### 10日
- 羅賓·休斯，69歲，阿根廷出生的英國影視演員，肝病。

### 11日
- 珀西瓦爾·古德曼（Percival Goodman），85歲，美國城市理論家和建築師，猶太教堂設計師，肺癌。[36]
- M. King Hubbert，86歲，美國地質學家和地球物理學家（哈伯特峰理論），肺栓塞。[37]
- 阿諾德·皮克（Arnold Picker），76歲，美國電影高管，佛羅里達州黃金海灘市市長，尼克松的敵人名單上，肺炎。[38]
- 保羅·謝納爾，53歲，美國演員和戲劇導演（《NIMH 的秘密》、《疤面煞星》）、愛滋病。[39]
- 曾宪植，79歲，中國革命家和政治家。

### 12日
- 卡門·卡瓦拉羅，76歲，美國鋼琴家，前列腺癌。[40]
- 喬·福伊，46歲，美國職業棒球大聯盟（波士頓紅襪隊），心臟病發作。[41]
- Franco Luambo，51歲，剛果音樂家，愛滋病。[42]
- Sim Var，83歲，柬埔寨政治家，柬埔寨首相。[43]
- 傑伊·沃德（Jay Ward），69歲，美國動畫電視卡通節目創作者和製片人，腎癌。[44]
- N. V. Krishna Warrier，73歲，印度詩人、記者和學者。

### 13日
- Fred Agabashian，76歲，美國小型賽車和印地賽車手。[45]
- Lud Gluskin，90歲，美國爵士鼓手和樂隊領隊。[46]
- Munawar Ali Khan，59歲，印度古典歌手。
- Merab Kostava，50歲，喬治亞持不同政見者、音樂家和詩人，車禍。[47]
- 切薩雷·扎瓦蒂尼，87歲，義大利編劇。[48]

### 14日
- 馬丁·布羅薩特，63歲，德國歷史學家。[49]
- 邁克爾·卡米內，30歲，美國演員，愛滋病患者。[50]
- 露西·多蘭（Lucy Doraine），91歲，匈牙利出生的無聲銀幕女演員。
- 斯科特·利布勒，29歲，美國賽車手，賽車事故。[51]
- René Petit，90歲，法國工程師和國際足球運動員（法國皇家聯盟）。 [52]
- 阿曼西奧·威廉姆斯（Amancio Williams），76歲，阿根廷建築師。[53]

### 15日
- 詹姆斯·李·巴雷特，59歲，美國作家、製片人和編劇，癌症。[54]
- 保羅·喬治斯庫，65歲，羅馬尼亞記者、小說家和共產主義政治人物。
- 達尼洛·基什，54歲，塞爾維亞小說家和短篇小說作家（《沙漏》），肺癌。[55]
- 斯科特·奧戴爾（Scott O'Dell），91歲，美國兒童作家（《藍海豚島》），前列腺癌。[56]
- Michał Rola-Żymierski，99歲，波蘭共產黨領導人，波蘭元帥。
- 海因里希·沃爾特（Heinrich Walter），90歲，德俄植物學家。

### 16日
- 沃爾特·法利，74歲，美國作家（《黑種馬》），癌症。[57]
- 阿爾弗雷德·克魯帕（Alfred Krupa），74歲，波蘭出生的南斯拉夫畫家。
- 弗雷德里克·米勒（Frederick Millar），89歲，英國外交官，英國駐西德大使。[58]
- 康奈爾·王爾德（Cornel Wilde），77歲，匈牙利出生的美國演員（《難忘之歌》（A Song to Remember）），白血病。[59]

### 17日
- 約翰·安德森（John J. Anderson），32歲，美國計算機和技術作家（Computer Shopper、MacUser），加利福尼亞地震。
- 莫特扎·漢納內（Morteza Hannaneh），66歲，伊朗作曲家和音樂家。
- Mark Krein，82歲，蘇聯數學家（算子理論）。[60]
- J. B. Malone，75歲，愛爾蘭登山愛好者。[61]
- 西里爾·馬修（Cyril Mathew），77歲，斯裡蘭卡政治家，國會議員，心臟病發作。[62]
- R. A. B. Mynors，86歲，英國古典主義者和中世紀主義者，交通事故。[63]
- 德里克·佩斯，57歲，英格蘭足球運動員（謝菲爾德聯隊）。

### 18日
- 斯坦·米亚塞克，65歲，美國 NBA 籃球運動員（芝加哥雄鹿隊）。[64]

### 19日
- 埃裡克·迪克森（Eric Dixon），59歲，美國男高音薩克斯管演奏家、長笛演奏家和作曲家。
- 阿爾伯特·蓋爾達德，75歲，英國國際足球運動員（英格蘭埃弗頓）。[65]
- Alan Murphy，35歲，英國搖滾吉他手，肺炎。
- Salim Nasir，44歲，巴基斯坦影視演員（Aangan Terha），心臟病發作。

### 20日
- Dan Ben-Amotz，65歲，波蘭出生的以色列廣播員、記者和作家，患有肝癌。[66]
- 魯珀特·科斯托，82-83歲，美國原住民作家、活動家和出版商。[67]
- 德米特裡·法迪耶夫，82歲，蘇聯數學家。
- 卡塔琳娜·海因羅斯（Katharina Heinroth），92歲，德國動物學家，柏林動物園館長。
- Gurdial Singh Phul，77-78歲，印度旁遮普劇作家。[68]
- 安東尼·奎爾爵士，76歲，英國演員（《阿拉伯的勞倫斯》、《千日安妮》），肝癌。[69]

### 21日
- 阿爾弗雷德·海耶斯（Alfred Hayes），79歲，美國銀行家，紐約聯邦儲備銀行（Federal Reserve Bank of New York）行長。[70]
- Jean Image，78歲，匈牙利裔法國導演和動畫電影製片人。

### 22日
- Ross Freeman，41歲，美國電氣工程師和發明家，Xilinx 聯合創始人。[71]
- 伊万·麦科尔（Ewan MacColl），74歲，英國民謠歌手和詞曲作者（《我第一次看到你的臉》），心臟手術併發症。[72]
- 托尼·馬內羅，84歲，美國高爾夫球手，1936 年美國公開賽冠軍。[73]
- 雅各·韋特林（Jacob Wetterling），11歲，美國謀殺案受害者。[74]
- 羅蘭·溫特斯，84歲，美國演員（Charlie Chan），中風。[75]

### 23日
- Edmund E. Anderson，83歲，美國汽車設計師（美國汽車公司、通用汽車）。
- Armida，78歲，墨西哥出生的美國女演員、歌手和舞蹈家，心臟病發作。
- Basavaraj Kattimani，70歲，印度小說家和記者。
- 阿納托利·盧蒂科夫，56歲，俄羅斯國際象棋選手。
- 康拉德·沃爾夫（Konrad Wolff），82歲，德國鋼琴家和音樂學家，心力衰竭。[76]

### 24日
- Dean Alfange，91歲，美國政治家，紐約州副總檢察長，癌症。[77]
- Gopal Gurunath Bewoor，73歲，印度陸軍上將。
- Eugène Claudius-Petit，82歲，法國政治家。
- 菲利斯·格林納克（Phyllis Greenacre），95歲，美國精神分析學家和醫生。[78]
- Jerzy Kukuczka，41歲，波蘭登山家，從山上墜落。[79]
- 亞歷克斯·塞德爾，80歲，德國武器製造商，Heckler & Koch的聯合創始人。
- Sahib Shihab，64歲，美國爵士薩克斯管演奏家和長笛演奏家，肝癌。

### 25日
- 曼努埃爾·格雷戈里奧·阿科斯塔（Manuel Gregorio Acosta），68歲，墨西哥出生的美國畫家、雕塑家和插畫家，被謀殺。[80]
- 瑪麗·麥卡錫，77歲，美國小說家（The Group），肺癌。[81]
- 史蒂夫·摩爾，29歲，美國 NFL 橄欖球運動員（新英格蘭愛國者隊），被謀殺。[82]
- 卡尔·施米特，100歲，美國畫家和作家。[83]
- 傑拉德·沃爾沙普（Gerard Walschap），91歲，比利時作家。

### 26日
- 唐·巴斯，33歲，美國 NFL 橄欖球運動員（辛辛那提孟加拉虎隊），被謀殺。[84]
- Ermal C. Fraze，76歲，美國工程師，拉片開啟器的發明者，腦瘤。[85]
- 梅布爾·漢普頓（Mabel Hampton），87歲，美國同性戀活動家和舞蹈家，肺炎。[86]
- 諾拉·萊文（Nora Levin），73歲，美國大屠殺歷史學家，癌症。[87]
- 查尔斯·佩德森，85歲，韓國出生的美國有機化學家，諾貝爾化學獎獲得者。[88]
- 戈登·裡德（Gordon Reid），66歲，澳大利亞學者，西澳大利亞州州長，癌症。[89]
- 辛西婭·斯萊特（Cynthia Slater），44歲，美國性教育家，愛滋病。
- Kumeko Urabe，87歲，日本電影女演員，燒傷。

### 27日
- 伯頓·格雷（Burton C. Gray），48歲，美國經濟學家和企業家，是科學分時公司（Scientific Time Sharing Corporation）的聯合創始人。[90]
- William Kerwin，62歲，美國演員和電影製片人，心臟病發作。
- 艾倫·坎貝爾·麥克萊恩（Allan Campbell McLean），66歲，英國作家和政治活動家。
- 艾米·米哈爾耶維奇（Amy Mihaljevic），10歲，美國謀殺案受害者。[91]
- 本傑明·莫爾梅爾斯坦（Benjamin Murmelstein），84歲，奧地利拉比。[92]
- 弗朗切斯科·魯斯波利（Francesco Ruspoli），90歲，神聖羅馬帝國親王。

### 28日
- Darel Dieringer，63歲，美國職業賽車手。[93]
- 亨利·霍爾（Henry Hall），91歲，英國樂隊領隊。[94]
- Louise Hay，54歲，法國出生的美國數學家，乳腺癌。[95]
- 達多·馬里諾，74歲，美國蠅量級拳擊手，世界蠅量級冠軍。
- 利亞姆·雷德蒙德，76歲，愛爾蘭舞臺、電影和電視演員。[96]
- 尤利娅·索恩采娃，88歲，蘇聯女演員和電影導演（Aelita）。[97]
- Kateb Yacine，60歲，阿爾及利亞小說和戲劇作家。[98]

### 29日
- 羅蘭·安德森（Roland Anderson），85歲，美國電影藝術總監。
- Róża Maria Goździewska，53歲，華沙起義期間的波蘭兒童護士。
- 恩達巴·姆隆戈（Ndaba Mhlongo），56歲，南非演員和編舞。

### 30日
- 西奧多·羅斯福·道爾頓（Theodore Roosevelt Dalton），88歲，美國律師和美國地區法官，肺炎。[99]
- Karen Grigorian，42歲，亞美尼亞國際象棋大師，自殺。
- 英格柏格·雷夫林·哈根，93歲，挪威作家、詩人和藝術總監。
- Aristid Lindenmayer，63歲，匈牙利生物學家（L 系統）。[100]
- 埃裡希·路透（Erich Reuter），85歲，納粹德國國防軍將軍。[101]
- 伊斯雷爾·斯皮拉（Yisrael Spira），99歲，波蘭大屠殺倖存者。[102]
- 佩德羅·巴爾加斯（Pedro Vargas），83歲，墨西哥男高音和演員，糖尿病患者。[103]

### 31日
- 康拉德·貝克，88歲，瑞士作曲家。
- Sune Lindström，82歲，瑞典建築師。
- 埃利奧特·拉夫林（Elliott Loughlin），79歲，美國海軍少將。[104]
- Georgi Partsalev，64歲，保加利亞戲劇和電影演員
- 羅傑·斯科特（Roger Scott），46歲，英國電臺唱片騎師，胃癌。
- Walter R. Tkach，72歲，美國總統醫生，心臟病。[105]

### 日期不詳
- Wilgar Campbell，42-43歲，愛爾蘭藍調搖滾音樂家，酒精相關疾病。
- 約翰內斯·馬什安（Johannes Mashiane），南非強姦犯和連環殺手，自殺。
- 格裡·夢露，56歲，英國流行歌手。